# Bismata
Bismata ist eine osttimoresische Siedlung im Suco Foho-Ai-Lico (Verwaltungsamt Hato-Udo, Gemeinde Ainaro).

## Geographie und Einrichtungen
Das Dorf liegt an der Südwestgrenze der Aldeia Lesso, in einer Meereshöhe von 372 m. Durch die Siedlung führt die südliche Küstenstraße Osttimors, die hier weiter landeinwärts verläuft. Nordöstlich befindet sich an der Küstenstraße das Dorf Lesso. Westlich liegt der Suco Leolima mit Hato-Udo, dem Hauptort des Verwaltungsamtes.
In Bismata befindet sich eine Grundschule.